# Shangdu
Shangdu (chiń. 商都县; pinyin: Shāngdū Xiàn) – powiat w północnych Chinach, w regionie autonomicznym Mongolia Wewnętrzna, w prefekturze miejskiej Ulanqab. W 1999 roku liczył 336 178 mieszkańców.